# Keuzevak
Een keuzevak is een vak dat niet verplicht in het vakkenpakket zit.

## Nederland
Leerlingen kiezen voor de bovenbouw een vakkenpakket, ook wel profiel genoemd. Er zijn vier profielen, die ieder een eigen samenstelling van vakken hebben die gericht is op vervolgopleidingen; er zijn twee alfaprofielen en twee bètaprofielen.
Naast de vaste vakken als bijvoorbeeld Nederlands en Engels heeft iedere leerling zo'n profiel, waarbij hij met keuzevakken zijn totale vakkenpakket zo samenstelt, dat de vakken die hij nodig heeft voor zijn vervolgopleiding, aansluiten bij de eisen van deze opleiding. Wettelijk is verplicht dat iedereen extra vakken kiest naast zijn vaste vakken en profielvakken. Deze keuzevakken bevinden zich dan in het zogeheten 'vrije deel'.

## Vlaanderen
In Vlaanderen is een keuzevak een vak dat de leerling/student vrij kan kiezen uit het aanbod van de school. In het secundair onderwijs kiest de leerling geen afzonderlijke vakken maar een studierichting. In het hoger onderwijs komen keuzevakken wel voor. Vooral in de universitaire Master-opleidingen bestaat het lesprogramma meestal uit een "verplicht" gedeelte (à rato van ca 40-50 studiepunten), aangevuld met 10 à 20 studiepunten keuzevak. Dit kunnen vakken zijn die aansluiten bij de interesse van de student, maar vaak zijn het aanvullende vakken om het onderwerp van de masterproef te ondersteunen.